# 馬拉圭龍屬
馬拉圭龍屬（學名：Malarguesaurus）是蜥腳下目巨龍形類的一屬。化石發現於阿根廷門多薩省的Portezuelo組，年代為白堊紀的土侖階晚期到康尼亞克階早期，約8900萬年前。化石包含尾椎、人字形骨、肋骨、四肢骨頭。
模式種是M. florenciae，是由González Riga等人在2008年命名。馬拉圭龍被認為是種粗壯的蜥腳類恐龍，牠的近親可能有利加布龍、布萬龍。如同其他蜥腳類恐龍，馬拉圭龍是種草食性的大型四足恐龍。

## 外部連結
- Malarguesaurus and other South American sauropods